# Mike Campbell
Michael "Mike" Wayne Campbell (Panama City (Florida), 1 februari 1950) is een gitarist en producer. Hij staat het best bekend voor zijn werk met Tom Petty.
Hij heeft gitaar gespeeld in de bands Tom Petty and the Heartbreakers en The Dirty Knobs.
In 2004 speelde hij als gast gitaar in de single Los Angeles is Burning, van het album The Empire Strikes First, van de band Bad Religion.
Sinds 9 april 2018 vervangt Campbell de ontslagen Lindsey Buckinham in Fleetwood Mac.
- International Standard Name Identifier: 0000 0003 8797 3819
- Library of Congress Control Number: no2014078498
- MusicBrainz: 37ed89f2-c1e4-4836-8f68-190014a48034
- Nationale Bibliotheek van Tsjechië: xx0068743
- Nederlandse Thesaurus van Auteursnamen: 334176832
- SNAC: w6pm66qd
- Virtual International Authority File: 281092285
- WorldCat: E39PBJyxfFpYMPmCBqqv493WjC